# Парбигский район
Па́рбигский райо́н — административно-территориальная единица в составе Новосибирской и Томской областей РСФСР, существовавшая в 1939—1963 годах.
Парбигский район был образован в составе Нарымского округа Новосибирской области 27 апреля 1939 года. Центром района было назначено село Парбиг.
13 августа 1944 года Парбигский район отошёл к новообразованной Томской области.
В 1945 году в район входили 9 сельсоветов: Верхне-Болотовский, Высокоярский, Гарский, Горбуновский, Кёнгинский, Крыловский, Нембугинский, Парбигский, Чудиновский.
8 февраля 1963 года Парбигский район был упразднён, а его территория передана в Бакчарский район.